# Tom Pendergast
Thomas Joseph Pendergast (n. 22 iulie 1872, St. Joseph⁠(d), Missouri, SUA – d. 26 ianuarie 1945, Kansas City, Missouri, SUA), cunoscut și sub numele de T. J. Pendergast, a fost un baron local american care a controlat Kansas City și comitatul Jackson, Missouri, între 1925 și 1939.
Pendergast a ocupat doar pentru scurt timp funcții oficiale, și atunci doar ca simplu consilier local⁠(d), dar calitatea sa de președinte al organizației Partidului Democrat din comitatul Jackson i-a permis să-și folosească ampla rețea de rude și prieteni din comunitatea irlandeză pentru a ajuta la alegerea politicienilor, în unele cazuri prin fraudă electorală, și pentru a aloca preferențial contracte guvernamentale și locuri de muncă în aparatul de stat. Prin aceasta, s-a îmbogățit, dar dependența lui de jocuri de noroc, în special de pariurile pe cursele de cai, a făcut ca mai târziu să acumuleze multe datorii personale.
În 1939 a fost condamnat pentru evaziune fiscală și a executat o pedeapsă de 15 luni într-o închisoare federală. Organizația lui Pendergast a ajutat la lansarea carierei politice a viitorului președinte Harry S. Truman, ceea ce i-a determinat pe primii dușmani ai lui Truman să-l numească „senatorul lui Pendergast”.